# 拉热内特
拉热内特（法語：La Genête，法語發音：[la ʒənɛt]）是法国索恩-卢瓦尔省的一个市镇，属于卢昂区。

## 地理
拉热内特（46°33'5"N, 5°2'42"E）面积11.57 平方千米，位于法国勃艮第-弗朗什-孔泰大區索恩-卢瓦尔省，该省份为法国中部省份，北起顺时针与科多尔省、汝拉省、安省、罗讷省、卢瓦尔省、阿列省和涅夫勒省接壤。
与拉热内特接壤的市镇（或旧市镇、城区）包括：茹旺松、拉沙佩勒泰克勒、屈斯里、拉特内勒、罗姆奈。

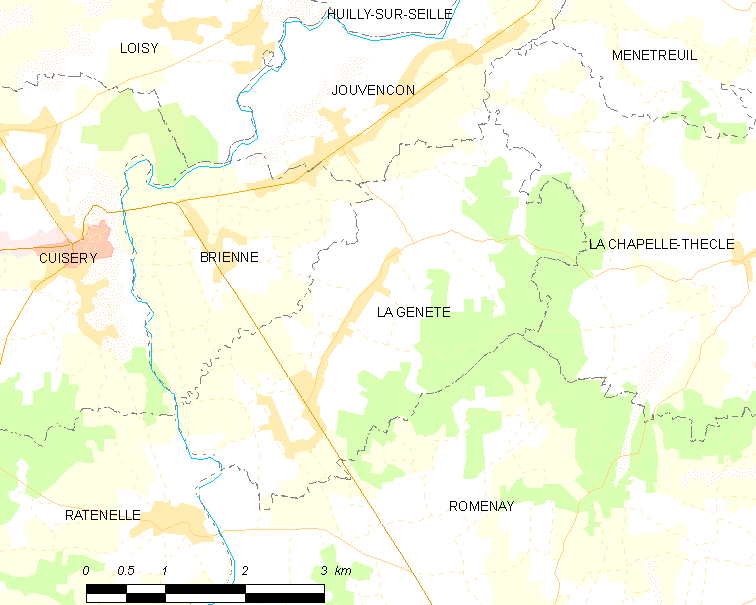
拉热内特的OSM定位图

拉热内特的时区为UTC+01:00、UTC+02:00（夏令时）。

## 行政
拉热内特的邮政编码为71290，INSEE市镇编码为71213。

## 政治
拉热内特所属的省级选区为屈索县。

## 人口

1962-2008年间拉热内特人口变化图示

拉热内特于2022年1月1日时的人口数量为567人。